# Dieudonné Nzapalainga
Dieudonné Nzapalainga C.S.Sp. (Bangassou, 14 maart 1967) is een geestelijke van de Centraal-Afrikaanse Republiek en een aartsbisschop en kardinaal van de Rooms-Katholieke Kerk.

## Biografie
Nzapalainga werd geboren als vijfde van in een arme familie van veertien kinderen, met een katholieke vader en een protestantse moeder. Na een opleiding in verschillende seminaries (in de Centraal-Afrikaanse Republiek, Kameroen en Gabon) legde hij de eerste geloften in de Congregatie van de Paters van de Heilige Geest af op 8 september 1993. In de daaropvolgende jaren haalde hij zijn licentie in de theologie aan het Centre Sèvres in Parijs, waarna hij op 6 september 1997 de eeuwige geloften aflegde. Op 9 augustus 1998 werd hij tot priester gewijd. Na een carrière van acht jaar als godsdienstleerkracht en parochiepriester in Marseille keerde hij in 2004 terug naar de Centraal-Afrikaanse Republiek om er als eerste niet-Europeaan regionaal superieur te worden van de Spiritijnen (van 2005 tot 2009).
Op 26 mei 2009 werd hij benoemd tot apostolisch administrator van het aartsbisdom Bangui, om er op 14 mei 2012 benoemd te worden tot aartsbisschop. Hij werd tot de bisschop gewijd op 22 juli 2012 door kardinaal Fernando Filoni. Sinds juli 2013 is hij de voorzitter van de Centraal-Afrikaanse Bisschoppenconferentie; in deze hoedanigheid nam hij deel aan de Bijzondere Bisschoppensynode over de Familie in oktober 2014. In november 2015 ontving hij paus Franciscus in Bangui. De paus opende er enkele dagen vóór de officiële opening van het Jubileum van Barmhartigheid de poort van de kathedraal, om zo van de Centraal-Afrikaanse hoofdstad de "spirituele hoofdstad van de wereld" te maken.
Tijdens het consistorie van 19 november 2016 is Nzapalainga door paus Franciscus tot kardinaal gecreëerd. Zijn titelkerk werd de Sant'Andrea della Valle.

## Politiek engagement
In 2013 nam hij deel aan de stichting van het Platform voor Interreligieuze Vrede (Plateforme de Paix Inter-religieuse) in de Centraal-Afrikaanse Republiek, samen met imam Kobin Layana (voorzitter van de Islamitische Raad) en pastor Nguerekoyame Gbangou (voorzitter van de Evangelische Alliantie). Dit platform kadert in de bestrijding van religieuze conflicten in de Centraal-Afrikaanse Republiek. Op 19 augustus 2015 kreeg het Platform de Prijs Sérgio Vieira de Mello van de Verenigde Naties.
In januari 2015 leidde Nzapalainga de onderhandelingen voor de vrijlating van de Franse ontwikkelingssamenwerkster Claudia Priest, die een week eerder door een christelijke anti-balaka-militie ontvoerd was.
- Bibliothèque nationale de France: cb178245577 (data)
- Gemeinsame Normdatei: 1203310757
- International Standard Name Identifier: 0000 0004 7689 6317
- Library of Congress Control Number: n2019054984
- Virtual International Authority File: 1418151898608324190009
- WorldCat: E39PBJyCFGCGRwRFQHFGkm7rbd